# هاري لورد
هاري لورد (بالإنجليزية: Harry Lord) هو لاعب كرة قاعدة أمريكي، ولد في 8 مارس 1882 في Porter, Maine ‏ في الولايات المتحدة، وتوفي في 9 أغسطس 1948 في وستبروك في الولايات المتحدة.

## وصلات خارجية
- هاري لورد على موقعبيزبول رفرنس.كوم (الدوري الرئيسي) (الإنجليزية)
- هاري لورد على موقعبيزبول رفرنس.كوم (الدوري الثانوي) (الإنجليزية)